# Selección quimiotáctica

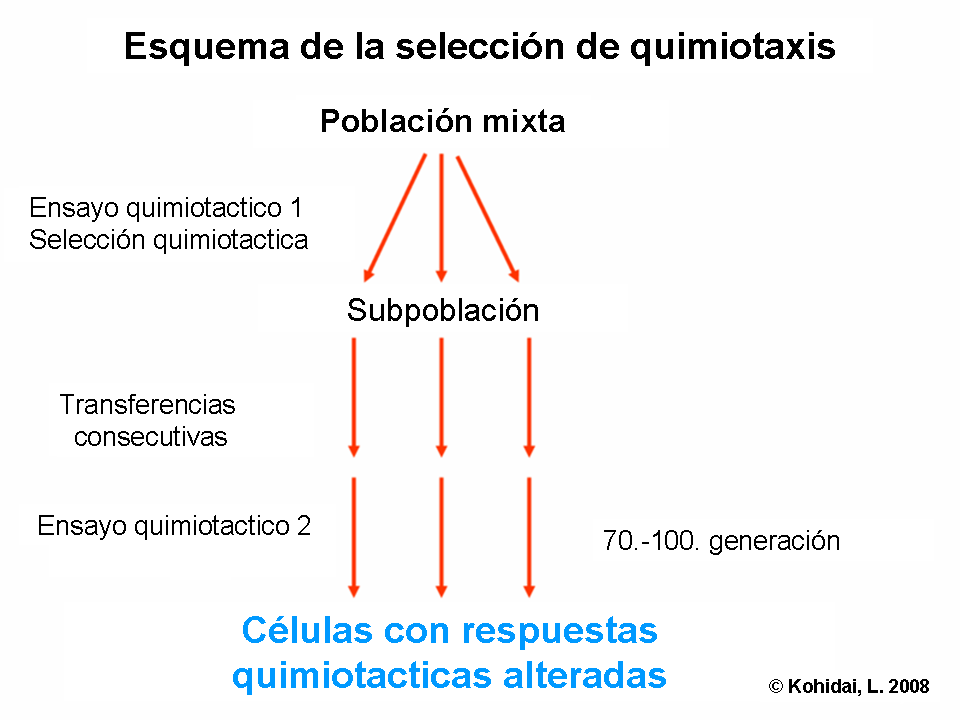

La selección quimotáctica se basa en los receptores quimiotácticos que se expresan en la superficie de la membrana celular con diversas dinámicas. Algunas de ellas tienen características de largo plazo, ya que están determinados genéticamente; otros tienen elementos de corto plazo porque su función induce ad hoc en presencia del ligando. La diversidad característica de los receptores quimiotácticos y de los ligandos ofrece la posibilidad de seleccionar las células quimiotácticas de respuesta (célula objetivo) con un simple ensayo de quimiotaxis. Por selección quimiotáctica, se puede determinar si una molécula no se caracteriza aún por acciones a través de receptores de larga o corta duración. Los recientes resultados demostraron que las quimioquinas (por ejemplo, IL-8, RANTES) actúan en receptores quimiotácticos de larga duración, mientras que los péptidos vasoactivos (por ejemplo, la endotelina) actúan en los de corto plazo.
El término «quimiotactica» también se utiliza para un diseño de una técnica que separa células eucarióticas o procariótico de sus ligandos selectores quimiotácticos de respuesta.